# Grenzgängerkarte
Bei der Grenzgängerkarte handelt es sich nach deutschem Recht um eine aufenthaltsrechtliche Erlaubnis, die ausschließlich an Ausländer ausgestellt wird. Sie berechtigt nicht nur zur Einreise und zum Aufenthalt, sondern auch zur Ausübung einer Beschäftigung zu den in ihr bezeichneten Bedingungen. Grenzgängerkarten werden an EWR-Bürger in der Regel nicht ausgestellt, weil sie im Allgemeinen europarechtliche Freizügigkeit genießen und für die Aufnahme einer Erwerbstätigkeit kein Aufenthaltsdokument mehr benötigen (→ Freizügigkeitsbescheinigung).

## Ausstellungsvoraussetzungen
Es gibt zwei Fallgruppen für die Ausstellung einer Grenzgängerkarte:

### Wohnsitzverlegung in einen Nachbarstaat bei (weiterer) Ausübung der Beschäftigung in Deutschland
Nach § 12 Abs. 1 Aufenthaltsverordnung (AufenthV) kann eine Grenzgängerkarte erteilt werden, wenn
- der Inhaber oder die Inhaberin im Bundesgebiet eine Beschäftigung ausübt,
- er gemeinsam mit seinem Ehegatten oder Lebenspartner seinen Wohnsitz vom Bundesgebiet in einen angrenzenden Mitgliedstaat der Europäischen Union verlegt hat,
- dieser Ehegatte oder Lebenspartner Deutscher oder sonstiger Unionsbürger ist,
- der Ausländer mit ihm in familiärer Gemeinschaft lebt und
- mindestens einmal wöchentlich an den neuen Wohnsitz zurückkehrt.

Die Ausstellung einer Grenzgängerkarte nach dieser Fallgruppe bedarf der Zustimmung der Bundesagentur für Arbeit, die vor der Erteilung der Zustimmung eine Arbeitsmarktprüfung durchführt.
Die Grenzgängerkarte kann bei der erstmaligen Erteilung bis zu einer Gültigkeitsdauer von zwei Jahren ausgestellt werden. Sie kann für jeweils zwei Jahre verlängert werden, solange die Ausstellungsvoraussetzungen weiterhin vorliegen.

### Grenzgängerkarte für Schweizer
Nach § 12 Abs. 2 AufenthV wird die Grenzgängerkarte zudem an Schweizer ausgestellt, die zum Arbeiten nach Deutschland pendeln. Genaueres ist in Art. 7 Abs. 2, Art. 13 Abs. 2, Art. 28 Abs. 1 und Art. 32 Abs. 2 des Anhang I des Freizügigkeitsabkommens EU-Schweiz geregelt.

## Kein Passersatz
Durch die Änderung der Aufenthaltsverordnung durch Art. 7 Abs. 4 des Gesetzes vom 19. August 2007 ist die Grenzgängerkarte aus der Liste der deutschen Passersatzpapiere in § 4 Abs. 1 AufenthV gestrichen worden, weil sie nicht den Vorgaben der EU an Passersatzpapiere hinsichtlich der Biometriemerkmale entspricht. Daher müssen Grenzgänger neben der Grenzgängerkarte beim Grenzübertritt auch einen Reisepass oder ein gültiges und anerkanntes Passersatzpapier mitführen, Schweizer etwa die Identitätskarte.